# Atlantis Bay
Atlantis Bay är en vik i Australien. Den ligger i delstaten Western Australia, omkring 2 300 kilometer nordost om delstatshuvudstaden Perth.
Savannklimat råder i trakten. Genomsnittlig årsnederbörd är 1 285 millimeter. Den regnigaste månaden är januari, med i genomsnitt 384 mm nederbörd, och den torraste är augusti, med 2 mm nederbörd.